# Postboot
Een postboot of postschip is een vaartuig dat of via binnenlandse of internationale wateren de postverzending grotendeels verzorgt.
De routes van dit soort schepen liggen vast, evenals de tijdstippen van aankomst en vertrek. Hierdoor kan men ervan op aan dat de poststukken op tijd aankomen. Ook is het mogelijk passagiers en/of vracht te vervoeren.

Vertrekkende postboot vanuit Tanjong Pagar, Singapore(ca. 1910)

## Geschiedenis
Ten behoeve van emigranten en lieden die tijdelijk in overzeese rijksdelen verbleven was het van belang een verbinding met thuis achtergeblevenen toch een regulier contact te kunnen onderhouden. Dit gebeurde per brief, waarbij het postverkeer per schip, waarmee ook vracht en passagiers werden vervoerd,  plaatsvond. Eerst gebeurde dit per zeilschip, waarbij geen sprake kon zijn van een snelle postbezorging, later per stoomschip, dat hierna door het motorschip werd opgevolgd. Hierdoor was een geregeld postvervoer mogelijk, hoewel men ten gevolge van het toenemende luchtpostverkeer, hier weinig concurrentie door ondervond door de veel hogere tarieven daarvan.  Bij het luchtpostverkeer vond het postvervoer plaats per vliegtuig dat uitsluitend post vervoerde.
Binnenlands postvervoer over water in Nederland vond plaats per postbootverbindingen over de Zuiderzee/het IJsselmeer. Er waren verbindingen: Kampen-Urk, Enkhuizen-Urk en naar de verschillende Zuiderzee-eilanden, zoals Schokland, Marken en Wieringen. Bij het dichtvriezen van de zee werd gebruik gemaakt van een ijsvlet ofwel ijsloper' een slede, die door mankracht most worden voortbewogen over het ijs.
Ook werden de Zeeuwse en Zuid-Hollandse eilanden reeds per postboot van post voorzien, getuige de afbeelding op een postkaart van 1666 of later, van Joost van Geel.
Heden ten dage vindt ook nog steeds postbezorging per bootje plaats in de waterrijke en afgelegen gebieden in het binnenland, zoals in de Biesbosch.

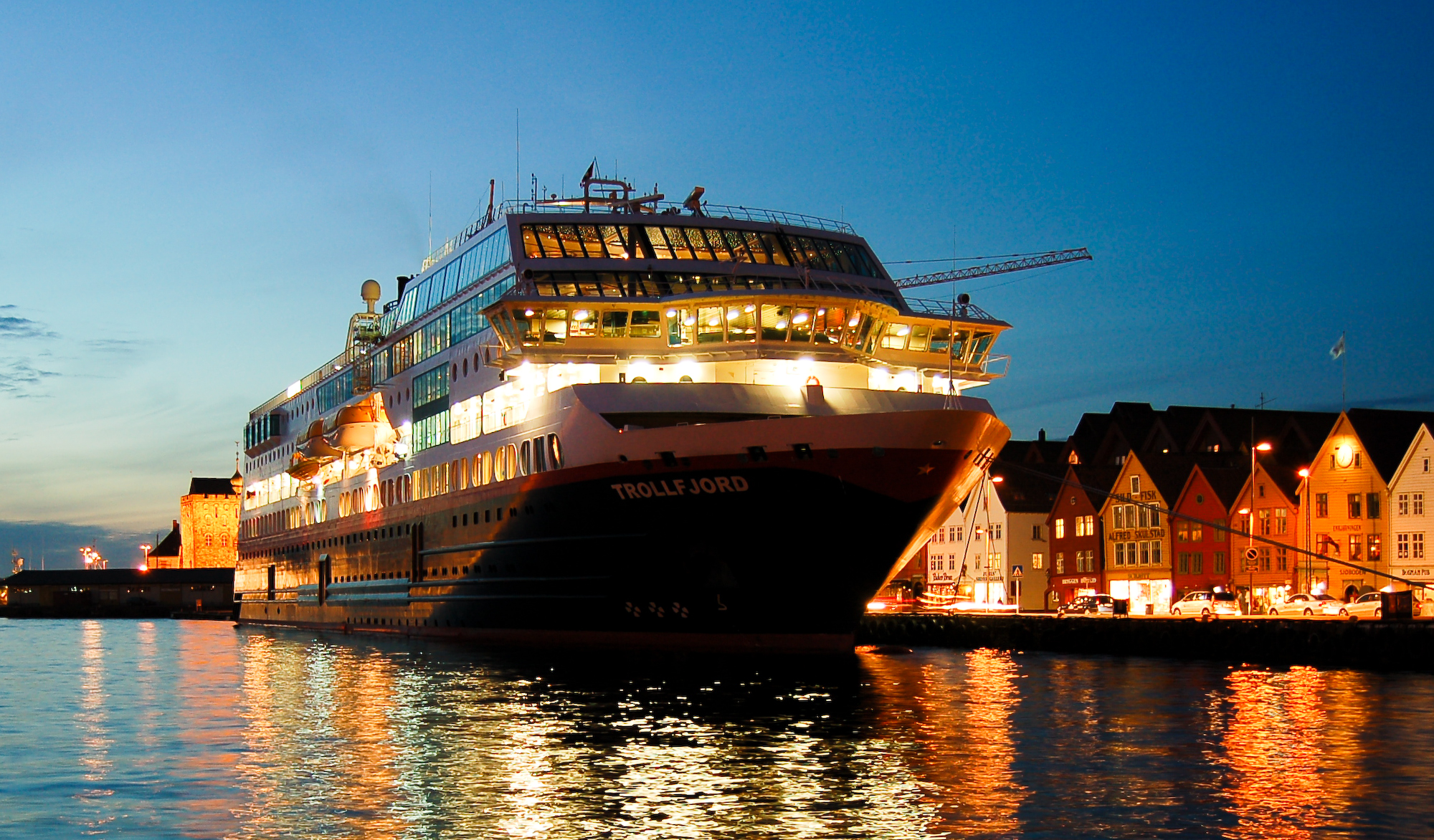
Het motorschip Trollfjord van Hurtigruten in de haven het Noorse Bergen

Hedendaagse voorbeelden van dit reguliere postvervoer per schip zijn o.a. de Noorse Hurtigruten, dat ten behoeve van passagiersvervoer tevens expedities organiseert en derhalve ook als reisbureau fungeert.